# Шохакимов, Азиз
Азиз Шохакимов (узб. Aziz Shoxakimov; род. 3 октября 1988, Ташкент) — узбекский дирижёр.

## Биография
Начал учиться музыке как скрипач и альтист, однако уже в 12 лет обратился к дирижированию. Окончил Республиканский специализированный музыкальный академический лицей имени В. Успенского и Ташкентскую консерваторию, ученик Владимира Неймера.
В возрасте 13 лет дебютировал с Национальным симфоническим оркестром Узбекистана, продирижировав Пятой симфонией Бетховена и Первым фортепианным концертом Ференца Листа. В 14 лет дирижировал оперой Жоржа Бизе «Кармен» в ташкентском Большом театре имени Алишера Навои. С 2001 года ассистент дирижёра в Национальном симфоническом оркестре Узбекистана, в 2006—2012 гг. возглавлял его.
В 2010 году удостоен второй премии на Международном конкурсе дирижёров имени Густава Малера в Бамберге, что открыло молодому дирижёру дорогу к международной карьере: помимо выступлений с многочисленными европейскими оркестрами, в сезоне 2013—2014 гг. Шохакимов дирижировал оперой П. И. Чайковского «Евгений Онегин» в Муниципальном театре в Болонье. В 2016 году выиграл конкурс молодых дирижёров в рамках Зальцбургского фестиваля.
В 2015—2021 гг. дирижёр Немецкой оперы на Рейне. С 2021 года возглавляет Страсбургский филармонический оркестр. В 2022 году руководил гастролями оркестра в Южной Корее с участием пианиста Александра Канторова.

## Творчество
Критика высоко оценила упорство Шохакимова в работе со страсбургскими музыкантами, о котором можно судить по дисциплине струнной секции и нежному тону деревянных духовых.